# Juripiranga
Juripiranga è un comune del Brasile nello Stato del Paraíba, parte della mesoregione della Zona da Mata Paraibana e della microregione di Sapé.

## Storia
Questo comune iniziò verso il 1777, quando Braz Gomes Tavares e i membri della sua famiglia erano situati nella zona conosciuta Serrinha de Baixo, distante un km dalla zona attuale. Poco dopo, i primi edifici di Francisco Félix e la famiglia Chagas cominciarono a sorgere. Fu costruita una chiesa, dove venivano svolte le attività religiose. Passarono alcuni anni prima che la famiglia G. Pereira, proveniente dai boschi, dopo il suo arrivo dall'estero, si trovava nel luogo dove oggi sorge la città. Nacque l'economia e il commercio in città. 
Ha vinto la sua emancipazione politica il 22 dicembre 1961, staccandosi da Pilar.